# Euphorbia speciosa
Euphorbia speciosa är en törelväxtart som beskrevs av Leslie Larry Charles Leach. Euphorbia speciosa ingår i släktet törlar, och familjen törelväxter. Inga underarter finns listade i Catalogue of Life.

## Bildgalleri

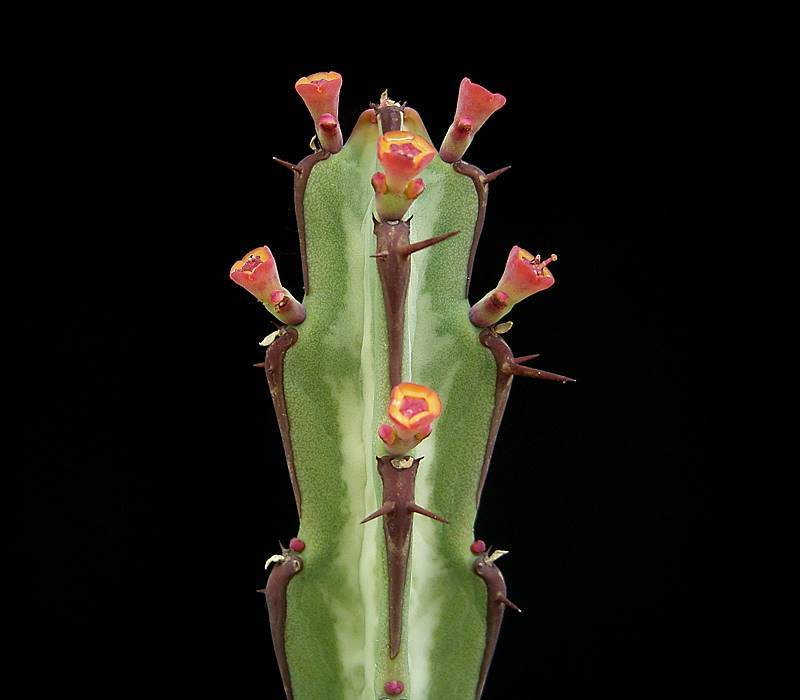